# Bent Norup
Bent Norup f. Pedersen (født 7. december 1936 i Hobro, død 7. maj 2007 i Udsholt Strand) var en dansk operasanger (baryton), specielt kendt som en international Wagner-sanger. Han sang over 100 forskellige partier på mere end 80 forskellige operascener i løbet af sin karriere. 
Bent Norup var solist på Det Kongelige Teater fra 1969-1975, hvorefter han fortsatte med en international karriere ved bl.a. operahusene i Braunschweig, Nürnberg og Hannover. I 1983 sang han Wotan (Siegfried) og Gunther (Ragnarok) i Bayreuth. I 1994 vendte han tilbage til Det Kongelige Teater, hvor han blandt andet fejrede store triumfer som Hans Sachs i Mestersangerne i Nürnberg.
Han var oprindelig uddannet bankmand, men tog privatundervisning i sang og startede sin operakarriere i Operakoret på Det Kongelige Teater.

## Væsentlige partier
- Wotan (Siegfried)
- Alberich (Rhinguldet)
- Gunther (Ragnarok)
- Hans Sachs (Mestersangerne i Nürnberg)
- Telramund (Lohengrin)
- Amfortas (Parsifal)
- Klingsor (Parsifal)
- Hollænderen (Den flyvende Hollænder)
- Iago (Otello)
- Arkel (Pelleas og Melisande)
- Marsk Stig (Drot og marsk)
- Abner (Drot og marsk)